# Amalāpuram
Amalāpuram är en ort i Indien.   Den ligger i distriktet East Godāvari och delstaten Andhra Pradesh, i den sydöstra delen av landet, 1 400 km söder om huvudstaden New Delhi. Amalāpuram ligger 11 meter över havet och antalet invånare är 52 690.
Terrängen runt Amalāpuram är mycket platt. Runt Amalāpuram är det mycket tätbefolkat, med 1 266 invånare per kvadratkilometer. Det finns inga andra samhällen i närheten. Trakten runt Amalāpuram består till största delen av jordbruksmark.